# Walther Katzenstein
Walther Katzenstein (8 de octubre de 1878-9 de septiembre de 1929) fue un deportista alemán que compitió en remo. Participó en los Juegos Olímpicos de París 1900, obteniendo una medalla de oro en la prueba de cuatro con timonel.

## Palmarés internacional
| Juegos Olímpicos | Juegos Olímpicos | Juegos Olímpicos | Juegos Olímpicos   |
| Año              | Lugar            | Medalla          | Prueba             |
| ---------------- | ---------------- | ---------------- | ------------------ |
| 1900             | París (Francia)  | Medalla de oro   | Cuatro con timonel |